# Южноафриканский вариант английского языка
Южноафриканский вариант английского языка (South African English; SAfrE, SAfrEng, SAE, en-ZA) — диалект английского языка, на котором говорят южноафриканцы, частично зимбабвийцы, замбийцы, свазилендцы и намибийцы.
Южно-Африканская Республика богата местными языками: согласно Конституции, официальными языками республики являются следующие:
- английский
- африкаанс
- венда
- зулу — самый распространённый язык ЮАР
- коса
- ндебеле
- свати (свази)
- северный и южный сото
- тсвана
- тсонга.

В настоящее время английский — всего лишь четвёртый по распространённости язык в Южной Африке: на нём активно говорит менее 10 % населения. Тем не менее, английским активно пользуются южноафриканские телеканалы и другие местные СМИ.